# Ivy King
Ivy King fue la  bomba nuclear de  fisión más grande jamás probada por los Estados Unidos La bomba fue probada durante la administración de  Truman como parte de la Operación Ivy. Esta serie de pruebas implicó el desarrollo de armas nucleares muy poderosas en respuesta al programa de armas nucleares de la Unión Soviética.
La producción de Ivy King se apresuró a estar lista en caso de que su proyecto hermano, Ivy Mike, fracasara en su intento de lograr una  reacción termonuclear. La prueba de Ivy King tuvo lugar dos semanas después de la prueba de Mike. A diferencia de la bomba Mike, el dispositivo Ivy King teóricamente podría haberse agregado al arsenal nuclear de Estados Unidos, porque fue diseñado para ser entregado por aire.
El 16 de noviembre de 1952 a las 11:30 hora local (23:30 GMT) un  Bombardero B-36H lanzó la bomba sobre un punto 2000 pies (609,6 m) al norte de Runit Island en el Enewetak atolón, lo que da como resultado 540  kilotones de explosión en 1480 pies (451,1 m). La altura de la tropopausa en el momento de la detonación era de aproximadamente 58 000 pies (17,7 km). La parte superior de la nube King alcanzó aproximadamente 74 000 pies (22,6 km) con la base del hongo a aproximadamente 40 000 pies (12,2 km).
La bomba Ivy King, designada como bomba Mk-18 y llamada "bomba Super Oralloy", era una versión modificada de la bomba Mk-6D. En lugar de usar un  sistema de implosión similar al Mk-6D, usó un sistema de implosión de 92 puntos desarrollado inicialmente para el Mk-13. Su núcleo de uranio - plutonio  fue reemplazado por 60 kg de  uranio altamente enriquecido (HEU) formado en una esfera de pared delgada equivalente a aproximadamente cuatro masa crítica es. La esfera de paredes delgadas era un diseño de uso común, que aseguraba que el material fisible permaneciera subcrítico hasta que implosionara. La esfera HEU se encerró luego en un uranio natural reflector de neutrones. Para evitar físicamente que la esfera HEU colapsara en una condición crítica si los explosivos circundantes se detonaron accidentalmente, o si la esfera se aplastó después de un accidente aéreo, el centro hueco se llenó con una cadena hecha de aluminio  y boro, que se extrajo para armar la bomba. La cadena recubierta de boro también absorbió los neutrones necesarios para impulsar la reacción nuclear.
El diseñador principal de la bomba Super Oralloy, el físico Ted Taylor, se convirtió más tarde en un defensor vocal del desarme nuclear.
El dispositivo nuclear Orange Herald, una bomba atómica de 720 kilotones probada por el Reino Unido el 31 de mayo de 1957, sigue siendo el dispositivo de fisión más grande jamás probado.